# Felix-Louis Calonder

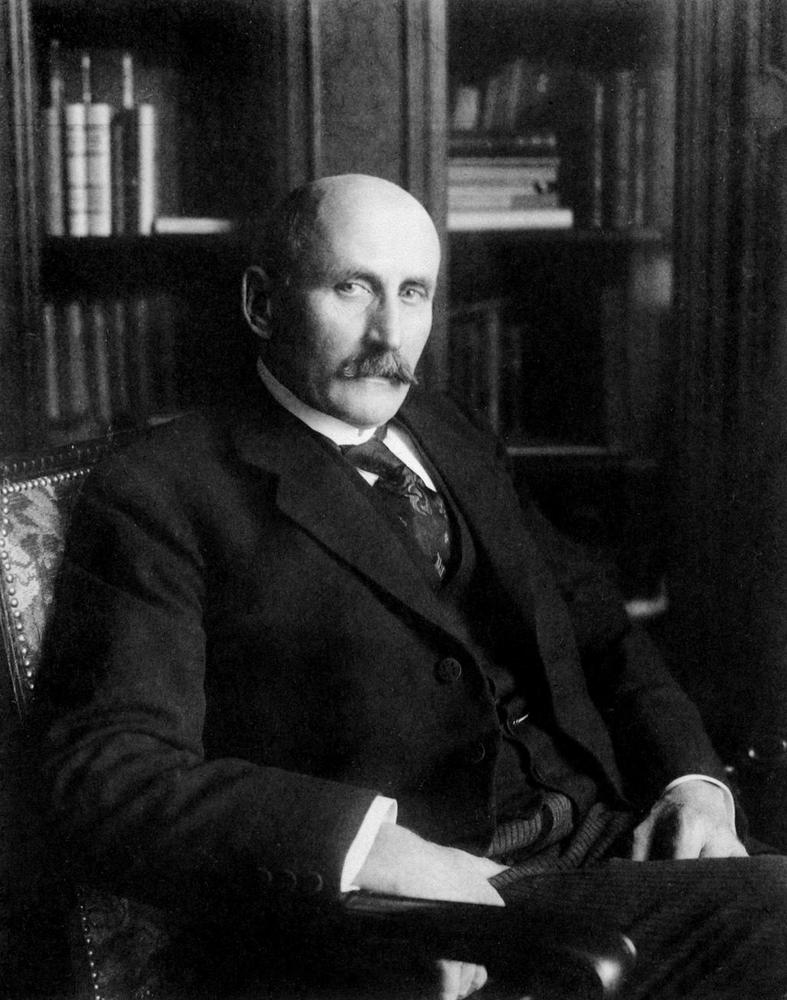
Felix-Louis Calonder

Felix-Louis Calonder (Scuol, 7 december 1863 - Zürich, 14 juni 1952) was een Zwitsers politicus.
Calonder was de zoon van Johann en Ottilia Calonder. In 1889 sloot hij zijn rechtenstudie aan de Universiteit van Bern af en in 1890 opende hij een advocatenpraktijk. Van 1891 tot 1913 was Calonder lid van de Grote Raad van Graubünden. Van 1899 tot 1913 had hij zitting in de Kantonsraad.
Op 12 juni 1913 werd Calonder in de Zwitserse Bondsraad gekozen; hij bleef lid tot 12 februari 1920. In 1917 was Calonder vicepresident en in 1918 bondspresident van Zwitserland. 
Hij leidde de Departementen van Binnenlandse Zaken (1913-1917) en Politieke Zaken (1918-1919). Als minister van Politieke (= Buitenlandse) Zaken verbond hij zich met Giuseppe Motta; beiden wilden dat Zwitserland zou toetreden tot de Volkenbond. Op 16 mei 1920 stemden 11 tegen 10 leden vóór de Zwitserse toetreding tot de Volkenbond.
Calonders plannen om Vorarlberg (Oostenrijk) bij Zwitserland te trekken werd verworpen door een meerderheid in de Bondsraad en leidde tot zijn vervroegde aftreden op 12 februari 1920. Na zijn aftreden werkte hij samen met professor Max Huber, hoogleraar internationaal recht, om het conflict tussen Finland en de Ålandseilanden op te lossen.
Calonder was lid van de Vrijzinnig Democratische Partij (FDP/PRD/PLR). Hij was de tweede politicus uit Graubünden en de eerste Reto-Romaans-sprekende persoon in de Bondsraad.